# Can Salabert
Can Salabert és una masia de Maçanet de Cabrenys (Alt Empordà) inclosa a l'Inventari del Patrimoni Arquitectònic de Catalunya.

## Descripció
Gran mas aïllat, de planta rectangular. És un edifici format per diferents estructures totes unides, però amb alçats diferents. Sembla que la planta baixa estava destinada a estables i pallissa i els dos pisos superiors a habitatge. A la porta d'accés veiem a la llinda la inscripció 1643. Les obertures són carrueades, i a la planta baixa veiem arcs de mig punt que donen lloc als antics estables. La coberta de la casa és a dues aigües, però la tribem en quatre nivells d'alçada diferents.